# Thyrocopa epicapna
Thyrocopa epicapna là một loài bướm đêm thuộc họ Oecophoridae. Nó là loài đặc hữu của Kauai, Lanai, Kahoolawe, Maui, Hawaii và có thể là Oahu.
Chiều dài cánh trước là 8–11 mm. Con trưởng thành bay quanh năm.